# دورين ميريمبي
دورين ميريمبي (بالإنجليزية: Doreen Mirembe)‏، هي مُمثلة ومُخرجة ومُنتجة أوغندية.

## روابط خارجية
دورين ميريمبي على موقع IMDb (الإنجليزية)